# Orlando Woolridge
Orlando Vernada Woolridge, né le 16 décembre 1959 à Bernice, Louisiane et mort le 31 mai 2012 à Mansfield en Louisiane, était un joueur de basket-ball qui effectua la plus grande partie de sa carrière en National Basketball Association (NBA), puis deux saisons en Italie. Il occupa par la suite des postes d'entraîneurs.

## Carrière
À la sortie de l'université Notre Dame, où il évolue pendant quatre ans avec les Fighting Irish de Notre Dame, Orlando Woolridge est choisi en sixième position de la Draft 1981 de la NBA par les Bulls de Chicago. Considéré comme un dunker de très haut niveau, il participe aux Slam Dunk Contest en 1984 et 1985. Durant l'édition de 1984 de Denver, il réalise le premier rider (dunk où l'on fait passer la balle entre ses jambes), contrairement à une idée reçue qui attribue cette première à Isaiah Rider en 1994. Chez les Bulls, il forme une paire redoutable avec Michael Jordan avec qui il combine, en 1984-1985, 51 points par match (22,8 par match pour son compteur personnel).
En 1986-1987, il est transféré chez les Nets du New Jersey mais est suspendu par la ligue pour usage de produits illicites. La suite de sa carrière est entachée par de nombreuses blessures qui ne l'empêchent toutefois pas de jouer avec des franchises telles que les Lakers de Los Angeles (1988-1990), les Nuggets de Denver (1991) ou les Pistons de Détroit (1992-1993). Après dix ans de NBA, il quitte les États-Unis pour jouer en Italie au Benetton Trévise (1994-1995) et au Buckler Bologne où il termine sa carrière de joueur professionnel. Cette carrière italienne se solde par de nombreux trophées : la coupe Saporta et la coupe d'Italie avec Trévise, et une supercoupe d'Italie avec Bologne. Il est également récompensé à titre individuel d'un titre de MVP, meilleur joueur, de la coupe d'Italie 1995, et de la Supercoupe de la même année.
Orlando Woolridge exerce ensuite la profession d'entraîneur, en Women's National Basketball Association (WNBA) avec les Sparks de Los Angeles, puis en American Basketball Association (ABA), chez les Takers de Houston et les Rhinos de l'Arizona.

## Clubs successifs
- 1981-1986 :  Bulls de Chicago (NBA)
- 1986-1988 :  Nets de New Jersey (NBA)
- 1988-1990 :  Lakers de Los Angeles (NBA)
- 1990-1991 :  Nuggets de Denver (NBA)
- 1992-1993 :  Pistons de Detroit (NBA) puis  Bucks de Milwaukee (NBA)
- 1993-1994 :  76ers de Philadelphie (NBA)
- 1994-1995 :  Benetton Trévise (LegA)
- 1995-1996 :  Buckler Bologna (LegA)

## Palmarès

### En club
- Vainqueur de la Coupe d'Europe et de la Coupe d'Italie en 1995 avec le Benetton Trévise.
- Vainqueur de la Supercoupe d'Italie en 1996 avec le Buckler Bologna.

### Distinctions personnelles
- MVP de la Coupe d'Italie en 1995.
- MVP de la Supercoupe d'Italie en 1996.